# 구타촌 (교토부)
구타촌(일본어: 久多村)은 일본 교토부 오타기군에 설치되었던 촌이다.